# Alverca do Ribatejo

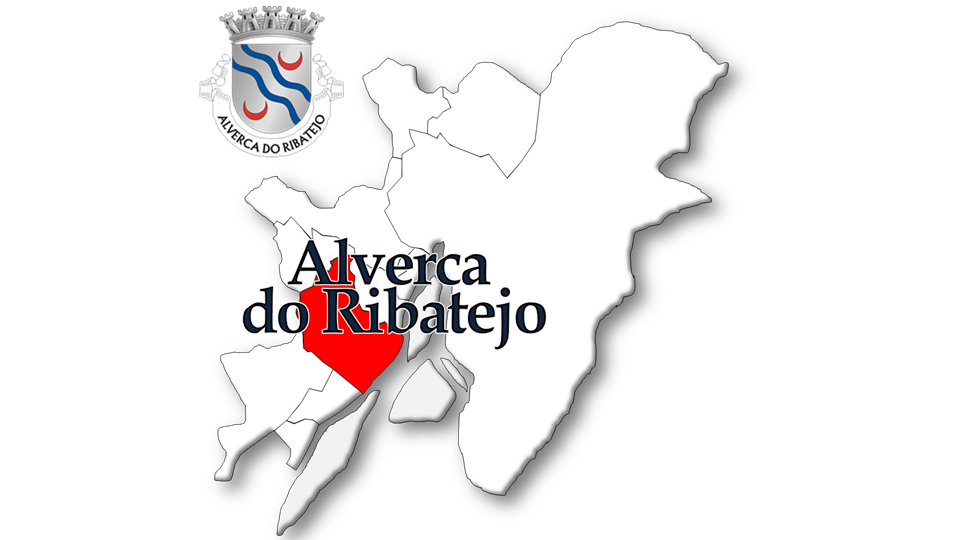
Localização da Freguesia de Alverca do Ribatejo no Município de Vila Franca de Xira

Alverca do Ribatejo, por vezes simplesmente Alverca, é uma cidade portuguesa do Município de Vila Franca de Xira, Distrito de Lisboa, com 30 404 habitantes (2021).
Foi sede da extinta Freguesia de Alverca do Ribatejo que tinha 17,89 km² de área e 31 070 habitantes (2011). A Freguesia de Alverca do Ribatejo foi extinta (agregada) em 2013 tendo o seu território sido unido ao da Freguesia de Sobralinho, para criar a União das Freguesias de Alverca do Ribatejo e Sobralinho com sede em Alverca do Ribatejo.
A Freguesia de Alverca do Ribatejo fazia fronteira a norte com a Freguesia do Sobralinho, a sul com o Forte da Casa e a leste com o Rio Tejo.
Alverca do Ribatejo foi elevada à categoria de cidade em 9 de Agosto de 1990. Foi a primeira localidade a ser elevada à categoria de cidade sem ser sede de município. 
Tem por padroeiro São Pedro.

## História
Alverca foi sede de um concelho medieval extinto em 1855. Pertencia às Capelas de D. Afonso IV. Embora se trate de um concelho sem foral, existem três cartas de confirmação: a de D. Pedro I confirmando os privilégios do concelho em 24 de Agosto de 1357; a carta datada de 19 de Abril de 1434, de D. Duarte, confirmando os privilégios e bons costumes e uma outra emitida em 23 de Abril de 1439, onde D. Afonso V confirma à vila de Alverca todos os privilégios, graças e mercês. O pequeno concelho era formado pelas freguesia de Alverca, Sobralinho e Santa Iria de Azóia. 
Alverca é mais populosa que Vila Franca de Xira. Presentemente, disputa à Freguesia de Vila Franca de Xira a posse do mouchão do Lombo do Tejo.

## Descrição
Alverca é chamada de "cidade verde" (devido ao elevado número de espaços verdes e ruas arborizadas). É um grande ponto de passagem a nível ferroviário e automóvel. Os grandes atractivos da cidade são o Museu do Ar, o Museu Municipal - Núcleo de Alverca, o pelourinho manuelino no Largo João Mantas no centro de Alverca, a Igreja de São Pedro, a antiga Misericórdia e a Igreja dos Pastorinhos, que encerra o segundo maior carrilhão da Europa e o terceiro maior do mundo. Há a assinalar também o Jardim Álvaro Vidal, a capela de São Clemente em Arcena e algumas vistas sobre o Tejo e a Lezíria, raras na area da Grande Lisboa.
Uma das características de Alverca é a sua ligação à História da Aviação Portuguesa, sendo considerado como o berço da aviação em Portugal. Aí se instalou em 1919 o aeródromo militar e as Oficinas Gerais de Material Aeronáutico. Também foi em Alverca que funcionou o primeiro aeroporto internacional português, denominado Campo Internacional de Aterragem, que serviu Lisboa até à inauguração do Aeroporto da Portela em 1940.

## População
| População da freguesia de Alverca do Ribatejo | População da freguesia de Alverca do Ribatejo | População da freguesia de Alverca do Ribatejo | População da freguesia de Alverca do Ribatejo | População da freguesia de Alverca do Ribatejo | População da freguesia de Alverca do Ribatejo | População da freguesia de Alverca do Ribatejo | População da freguesia de Alverca do Ribatejo | População da freguesia de Alverca do Ribatejo | População da freguesia de Alverca do Ribatejo | População da freguesia de Alverca do Ribatejo | População da freguesia de Alverca do Ribatejo | População da freguesia de Alverca do Ribatejo | População da freguesia de Alverca do Ribatejo | População da freguesia de Alverca do Ribatejo |
| --------------------------------------------- | --------------------------------------------- | --------------------------------------------- | --------------------------------------------- | --------------------------------------------- | --------------------------------------------- | --------------------------------------------- | --------------------------------------------- | --------------------------------------------- | --------------------------------------------- | --------------------------------------------- | --------------------------------------------- | --------------------------------------------- | --------------------------------------------- | --------------------------------------------- |
| 1864                                          | 1878                                          | 1890                                          | 1900                                          | 1911                                          | 1920                                          | 1930                                          | 1940                                          | 1950                                          | 1960                                          | 1970                                          | 1981                                          | 1991                                          | 2001                                          | 2011                                          |
| 1 705                                         | 1 664                                         | 1 786                                         | 1 973                                         | 2 386                                         | 2 736                                         | 3 254                                         | 3 323                                         | 4 665                                         | 7 618                                         | 15 192                                        | 24 092                                        | 24 168                                        | 29 086                                        | 31 070                                        |

Com lugares desta freguesia foi criada pela Lei n.º 119/85,  de 4 de Outubro a freguesia de Sobralinho (3.418 hb.)

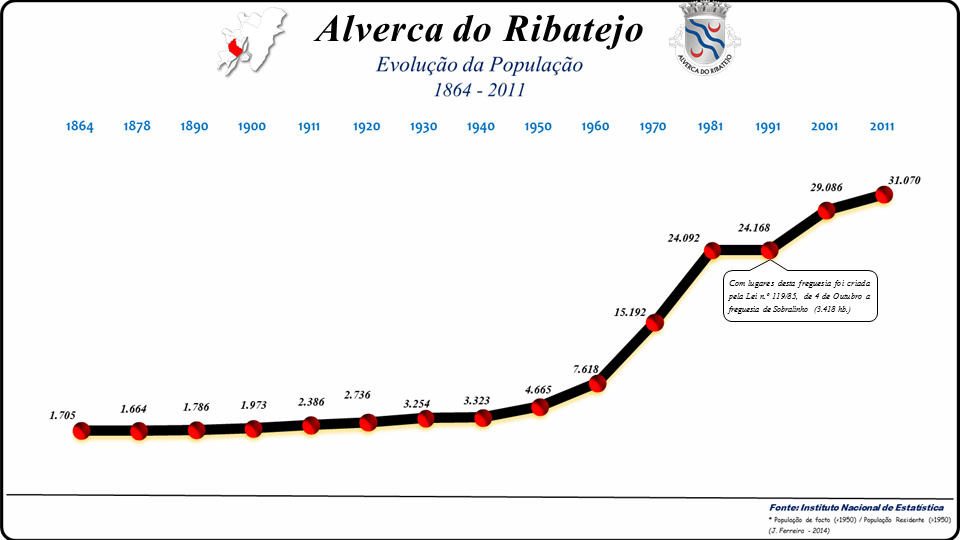
Evolução da População 1864 / 2011

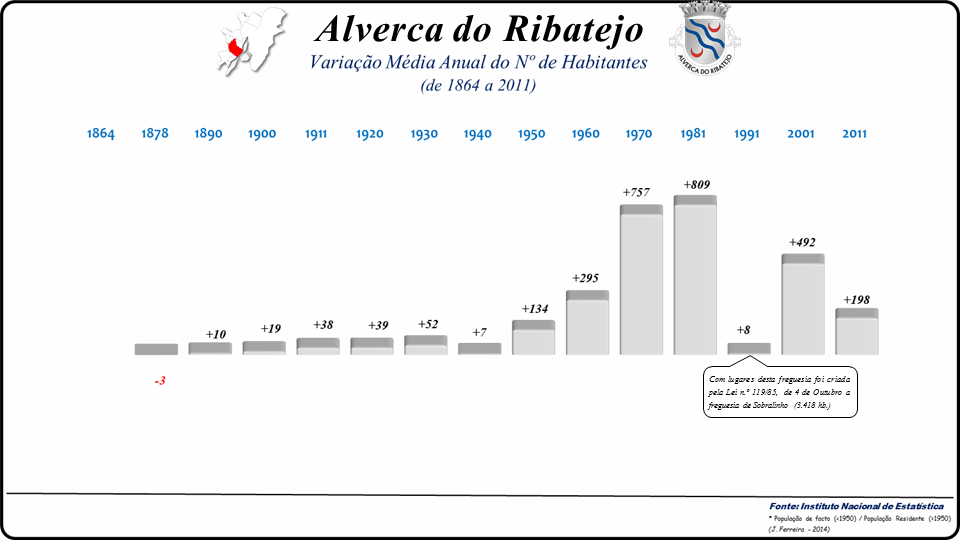
Variação da População 1864 / 2011

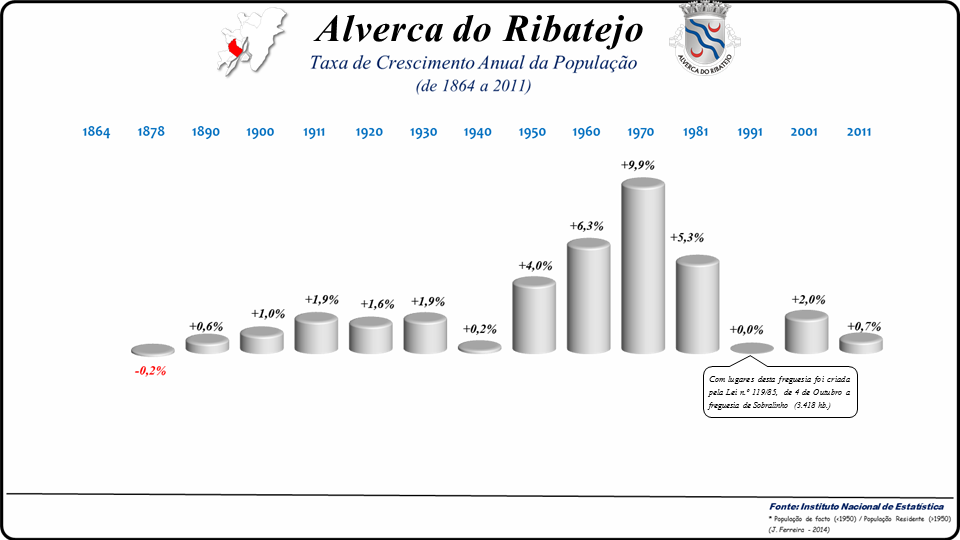
Variação da População 1864 / 2011

## Património
- Pelourinho manuelino
- Núcleo Museológico de Alverca - Antiga Casa da Câmara
- Marco de IV légua da Estrada Real de D. Maria I
- Moinho de Maré, do Adarse
- Forte dos Sinais, da linha defensiva de Lisboa (1809/1810)
- Capela de São Clemente, em Arcena
- Capela se Nossa Senhora da Piedade, em Adarse
- Igreja de São Pedro
- Igreja da Misericórdia
- Igreja dos Pastorinhos